# Paula Cândido
Paula Cândido is een gemeente in de Braziliaanse deelstaat Minas Gerais. De gemeente telt 9.404 inwoners (schatting 2009).